# Tony Oliva
Tony Pedro Oliva (ur. 20 lipca 1938) – kubański baseballista, który występował na pozycji prawozapolowego, a w późniejszym okresie jako designated hitter, przez 15 sezonów w Major League Baseball.
W 1961 podpisał kontrakt jako wolny agent z Minnesota Twins i początkowo występował w klubie farmerskim tego zespołu, w Wytheville Twins. W MLB zadebiutował 9 września 1962 w meczu przeciwko Detroit Tigers jako pinch hitter. W 1964, w swoim pierwszym pełnym sezonie, wystąpił po raz pierwszy w Meczu Gwiazd, poza tym zwyciężył między innymi w klasyfikacji pod względem średniej uderzeń (0,323), zdobytych runów (109) i doubles (43), a także zaliczonych uderzeń (217) i został wybrany najlepszym debiutantem w American League.
Rok później ponownie mając najlepszą średnią uderzeń i najwięcej uderzeń w lidze, w głosowaniu do nagrody MVP American League, zajął 2. miejsce za Zoilo Versallesem z Minnesota Twins. W sezonie 1965 wystąpił w World Series, w których Twins przegrali z Los Angeles Dodgers w siedmiu meczach. 6 września 1966 w meczu przeciwko Kansas City Royals, zdobył jednego z pięciu home runów w jednym inningu, co do dziś jest rekordem w Major League (w sumie taki przypadek w historii MLB miał miejsce pięciokrotnie).
W sezonie 1970 mając najwięcej uderzeń (204) i doubles (36) oraz przy średniej uderzeń 0,325 (3. wynik w lidze), po raz drugi w karierze zajął 2. miejsce w głosowaniu do nagrody dla najbardziej wartościowego zawodnika (MVP został Boog Powell z Baltimore Orioles). W 1972 odniósł kontuzję kolana i wystąpił w zaledwie 10 spotkaniach, a rok później nie mogąc występować w polu, został designated hitterem. Po raz ostatni wystąpił w 1976. Po zakończeniu kariery był między innymi trenerem pierwszej bazy i trenerem pałkarzy w zespole Minnesota Twins
| Nagroda/wyróżnienie         | Lata                                           | Źródło |
| 8× All-Star                 | 1964, 1965, 1966, 1967, 1968, 1969, 1970, 1971 | [ 1 ]  |
| Gold Glove Award            | 1966                                           | [ 11 ] |
| AL Rookie of the Year Award | 1964                                           | [ 12 ] |
| # 6 zastrzeżony przez Twins | 1991                                           | [ 13 ] |

## Statystyki
Sezon zasadniczy
| Sezon              | Klub               | G    | PA   | AB   | R   | H    | 2B  | 3B | HR  | RBI | SB | CS | BB  | SO  | BA    | OBP   | SLG   | OPS   |
| ------------------ | ------------------ | ---- | ---- | ---- | --- | ---- | --- | -- | --- | --- | -- | -- | --- | --- | ----- | ----- | ----- | ----- |
| 1962               | MIN                | 9    | 12   | 9    | 3   | 4    | 1   | 0  | 0   | 3   | 0  | 0  | 3   | 2   | 0,444 | 0,583 | 0,556 | 1,139 |
| 1963               | MIN                | 7    | 7    | 7    | 0   | 3    | 0   | 0  | 0   | 1   | 0  | 0  | 0   | 2   | 0,429 | 0,429 | 0,429 | 0,857 |
| 1964               | MIN                | 161  | 719  | 672  | 109 | 217  | 43  | 9  | 32  | 94  | 12 | 6  | 34  | 68  | 0,323 | 0,359 | 0,557 | 0,916 |
| 1965               | MIN                | 149  | 647  | 576  | 107 | 185  | 40  | 5  | 16  | 98  | 19 | 9  | 55  | 64  | 0,321 | 0,378 | 0,491 | 0,870 |
| 1966               | MIN                | 159  | 677  | 622  | 99  | 191  | 32  | 7  | 25  | 87  | 13 | 7  | 42  | 17  | 0,307 | 0,353 | 0,502 | 0,854 |
| 1967               | MIN                | 146  | 615  | 557  | 76  | 161  | 34  | 6  | 17  | 83  | 11 | 3  | 44  | 61  | 0,289 | 0,347 | 0,463 | 0,810 |
| 1968               | MIN                | 128  | 528  | 470  | 54  | 136  | 24  | 5  | 18  | 68  | 10 | 9  | 85  | 61  | 0,289 | 0,357 | 0,477 | 0,833 |
| 1969               | MIN                | 153  | 692  | 637  | 97  | 197  | 39  | 4  | 24  | 101 | 10 | 13 | 45  | 66  | 0,309 | 0,355 | 0,496 | 0,851 |
| 1970               | MIN                | 157  | 674  | 628  | 96  | 204  | 36  | 7  | 23  | 107 | 5  | 4  | 38  | 67  | 0,325 | 0,364 | 0,514 | 0,878 |
| 1971               | MIN                | 126  | 518  | 487  | 73  | 164  | 30  | 3  | 22  | 81  | 4  | 1  | 25  | 44  | 0,337 | 0,369 | 0,546 | 0,915 |
| 1972               | MIN                | 10   | 30   | 28   | 1   | 9    | 1   | 0  | 0   | 1   | 0  | 0  | 2   | 5   | 0,321 | 0,367 | 0,357 | 0,724 |
| 1973               | MIN                | 146  | 624  | 571  | 63  | 166  | 20  | 0  | 16  | 92  | 2  | 1  | 45  | 44  | 0,291 | 0,345 | 0,410 | 0,754 |
| 1974               | MIN                | 127  | 494  | 459  | 43  | 131  | 16  | 2  | 13  | 57  | 0  | 1  | 27  | 31  | 0,285 | 0,325 | 0,414 | 0,739 |
| 1975               | MIN                | 131  | 515  | 455  | 46  | 123  | 10  | 0  | 13  | 58  | 0  | 1  | 41  | 45  | 0,270 | 0,344 | 0,378 | 0,722 |
| 1976               | MIN                | 67   | 128  | 123  | 3   | 26   | 3   | 0  | 1   | 16  | 0  | 0  | 2   | 13  | 0,211 | 0,234 | 0,260 | 0,495 |
| Łącznie w karierze | Łącznie w karierze | 1676 | 6880 | 6301 | 870 | 1917 | 329 | 48 | 220 | 947 | 86 | 55 | 448 | 645 | 0,304 | 0,353 | 0,476 | 0,830 |

Postseason
| Sezon              | Klub               | S                  | P                  | Wynik              | G  | PA | AB | R | H  | 2B | 3B | HR | RBI | SB | CS | BB | SO | BA    | OBP   | SLG   | OPS   |
| ------------------ | ------------------ | ------------------ | ------------------ | ------------------ | -- | -- | -- | - | -- | -- | -- | -- | --- | -- | -- | -- | -- | ----- | ----- | ----- | ----- |
| 1965               | MIN                | WS                 | LAD                | Przeg.             | 7  | 27 | 26 | 2 | 5  | 1  | 0  | 1  | 2   | 0  | 0  | 1  | 6  | 0,192 | 0,222 | 0,346 | 0,568 |
| 1969               | MIN                | ALCS               | BAL                | Przeg.             | 3  | 14 | 13 | 3 | 5  | 2  | 0  | 1  | 2   | 1  | 0  | 1  | 3  | 0,385 | 0,429 | 0,769 | 1,198 |
| 1970               | MIN                | ALCS               | BAL                | Przeg.             | 3  | 12 | 12 | 2 | 6  | 2  | 0  | 1  | 1   | 0  | 0  | 0  | 1  | 0,500 | 0,500 | 0,917 | 1,417 |
| Łącznie w karierze | Łącznie w karierze | Łącznie w karierze | Łącznie w karierze | Łącznie w karierze | 13 | 53 | 51 | 7 | 16 | 5  | 0  | 3  | 5   | 1  | 0  | 2  | 10 | 0,314 | 0,340 | 0,588 | 0,928 |